# Croisette (archeologie)
Croisettes zijn koperen kruisvormige staven. De graven in de regio van de Upemba-depressie in de Democratische Republiek Congo van de 9e tot 17e eeuw zijn de best gedocumenteerde voorbeelden van de verstaande hiërarchische cultuur in het zuiden van Centraal-Afrika rond deze voorwerpen. Deze sites, waar personen met een hoge status werden begraven, waren vergezeld met grote aantallen koperen artefacten waaronder croisettes. Deze werden eerder gevonden in de graven van de 13e en 18e eeuw. Croisettes werden gebruikt als statussymbool of als een algemene munteenheid.

## Materiaal
Croisettes werden samen met andere koperen en ijzeren voorwerpen bemonsterd voor metallografie en chemische analyses. Resultaten voor croisettes zijn nooit gepubliceerd, maar drie van deze monsters zijn verder geanalyseerd op loodisotopen door Willet en Sayre (2006). Via een HH-XRF (hand-held x-ray fluorescence – Bruker, type Tracer SD III, werkend bij 40 kV en 5 μA) bleek dat de overgrote meerderheid uit vrij zuiver koper bestond, met een paar arseenkoper en koperartefacten met een laag loodgehalte (minder dan 0,5% Pb). Bij de artefacten van puur koper kon enige variabiliteit teruggevonden worden waaronder sporenelementen zilver, arseen, kobalt, lood en zink.

## Voorloper van croisettes

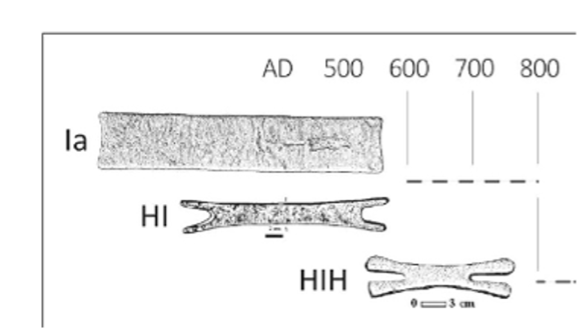
Nikis, N. (2017). CASE STUDY: Copper ingots in Central Afrika [Chapter]. In In Field Manual for African Archeology (pp. 197–201). Royal Museum for Central Africa, Tervuren.

De Maret (1995) stelt dat de ongedateerde koperstaven type Ia en HI op basis van de vorm de ‘voorouders’ kunnen zijn van type HIH-croisettes. Deze I-vormige koperstaven, met of zonder ‘oren’, werden geproduceerd in het zuidoosten van de Copperbelt en verhandeld in het Kazembe-koninkrijk. Bovendien stelde hij vast hoe deze staven gestandaardiseerd werden doorheen de tijd door de grootte en het gewicht van type HIH, HX en HH croisettes uit de Upemba-depressie te bestuderen.

## Types en oorsprong
Het Luba-koninkrijk maakte deel uit van een wijdvertakt handelsnetwerk, waarin croisettes een centrale rol speelden. Oorspronkelijk waren ze bedoeld om koper op een handige manier te transporteren, maar na verloop van tijd werden ze ook als munteenheid gebruikt en werd hun vorm gestandaardiseerd. Grote croisettes kunnen tot 20 à 30 kilogram wegen en worden hierdoor vaak door twee personen gedragen tijdens verplaatsing.

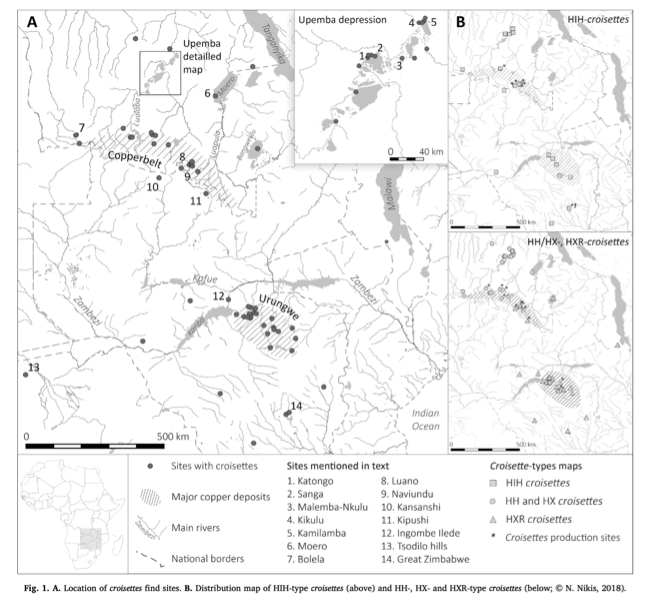
Kaart van de Upemba-depressie

Tussen de 9e en 18e eeuw werden er vier types van croisettes gemaakt.
Het ouder HIH-type (zoals te zien op de afbeelding) is teruggevonden wijdverspreid over zuidelijk Centraal Afrika en is het enige type waarvan men weet dat het gemaakt werd in de Copperbelt tussen de 9e en 14e eeuw. Dit type werd teruggevonden ten noorden van de Upemba-depressie, in Groot-Zimbabwe en in het zuiden. Tot nu toe zijn er alleen maar sporen van zijn productie in het oostelijk en centraal gedeelte van de Copperbelt, maar men kan nog niet uitsluiten dat de croisettes gemaakt in het meest zuidelijke deel, niet gemaakt werden in afzettingen dichterbij Noord-Zimbabwe. Op het einde van de 14e eeuw veranderde de begrafenisrituelen van Katanga. Het was de eerste keer dat graven ook koperen croisettes bevatten. Archeologen leggen de link met een groeiende cultuur in de regio die ze ‘Kabambiaans’ noemden, genoemd naar het Lake Kabamba waar de belangrijkste sites zich situeren. Interessant is dat HIH-croisettes in graven van de Upemba-sites zijn gevonden samen met latere HX-en grote HH-types in Kabambiaans A-graven (begin 14e-late 15e eeuw na Christus), mogelijk in een periode dat ze niet langer werden geproduceerd in de Copperbelt. Bovendien zijn sommige HX-en grote HH-type croisettes, waarvan wordt aangenomen dat ze recentere types zijn, gevonden in graven die als ouder worden beschouwd dan die waar HIH-croisettes werden gevonden. HIH-type croisettes werden dus mogelijk nog gebruikt als statussymbolen in Upemba-graven tot in de 15e eeuw na Christus, nadat hun productie in de Copperbelt was stopgezet (Bisson, 1976).
HX (ca. 13e-midden 15e eeuw na Christus) en HH-type (ca. 13e – eind 17e eeuw na Christus) croisettes werden hoogstwaarschijnlijk gebruikt als valuta. Deze werden alleen gevonden ten noorden van de Copperbelt, voornamelijk in de Upemba-depressie. De meeste van deze croisettes werden gevonden in Kabambiaanse context in verschillende maten. Aangezien er relatief weinig van deze staven archeologisch werden teruggevonden en gezien hun soms dubbelzinnige vorm en chronologische kaders, wordt er aangenomen dat HX-types intermediaire types zijn tussen grote HIH-type en kleine HH-type croisettes. Tot nu toe zijn er geen resten van HX-type croisettes gevonden in de Copperbelt. Croisettes van type HH werden geproduceerd in het centrale en waarschijnlijk oostelijke deel van de Copperbelt. De relatief gestandardiseerde HH-types weren hoogstwaarschijnlijk gebruikt als valuta voor algemeen gebruik. In de Upemba-graven werden ze meestal aangetroffen in de buurt van heupen of handen van de overledene en regelmatig samengebonden in bundels. Ook in Katanga werden er honderden croisettes van type HH teruggevonden.
In dezelfde tijd werden er tussen de 14e en 17e eeuw croisettes van het HXR-type geproduceerd, zowel in de oostelijke Copperbeltzone nabij het moderne Lubumbashi, als rond de afzettingen in het noorden van Zimbabwe. HXR-type croisettes werden waarschijnlijk gebruikt als statussymbool en als speciale valuta (Swan, 2007).

## Gebruik

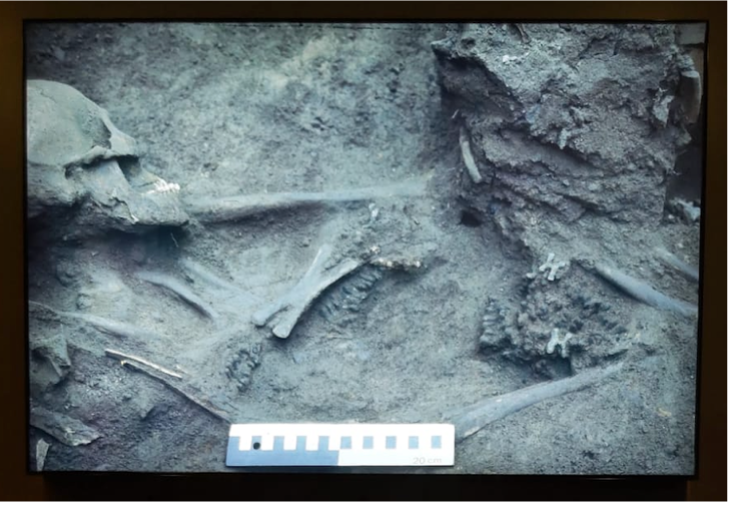
Graffoto uit de Upemba-opgravingen zoals afgebeeld in het Afrikamuseum te Tervuren

De context van de ontdekking van de croisettes biedt ons een inkijk over het gebruik ervan. In de Upemba-opgravingen bevinden we ons in een begrafeniscontext. Afhankelijk van de positie en het aantal kruisvormige croissettes (types HIH, HX, HH) verandert het gebruik ervan. Type HIH croisettes worden gezien als een statussymbool, deze bevinden zich naast de kist en meestal wordt er maar 1 gevonden. Type HX en HH zouden een meer geldelijk gebruik van croisettes aantonen, deze worden vaak in groep naast de heup of hand geplaatst in het graf. Verder wordt dit gebruik bevestigd door de gevonden croisettes in de vorm van een ‘schat’ of meerdere aan elkaar vastgemaakte bundels van croisettes. Bovendien werden er croisettesbundels teruggevonden in de vorm van een vaas waarin deze begraven werden. De vaas was vergaan doorheen de tijd, maar de bundels hadden de vorm behouden. Verder kunnen croisettes ons ook informatie onthullen over het nummeringssysteem van de populatie (decimaal stelsel, duo-decimaal stelsel, enz.)

## Verspreiding

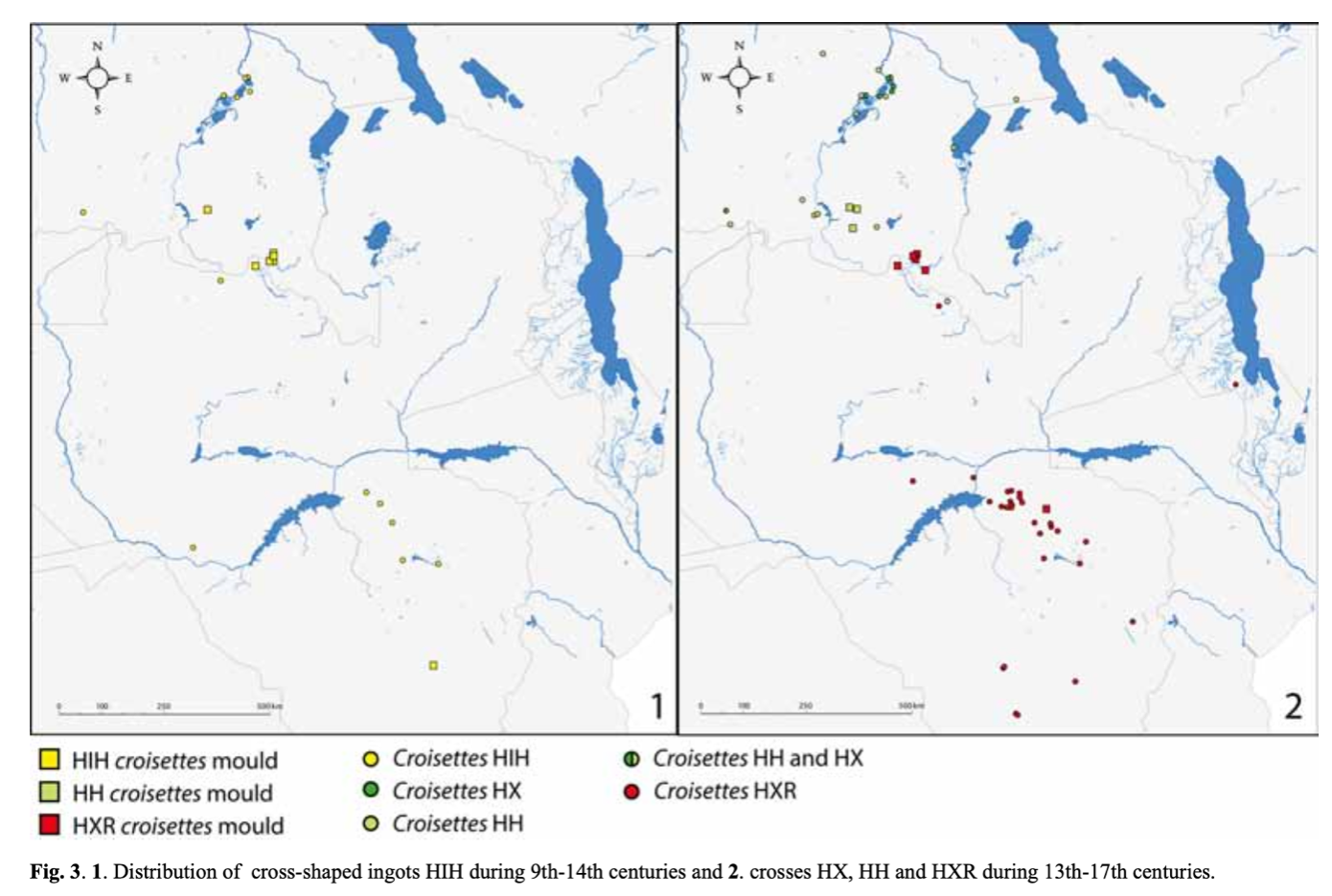
De verspreiding van croisettes type HIH tijdens de periode van de 9de tot de 14de eeuw en croisettes type HX, HH en HXR tijdens de periode van de 13de tot 17de eeuw.

Door de informatie op een kaart te plaatsen, kan men de verdeling van de belangrijkste types in de tijd definiëren en zo sociaaleconomische fenomenen duidelijk in beeld brengen. De volgende kaarten tonen de verspreiding van de croisettes tussen de 9e en 17e eeuw. De eerste kaart betreft de verspreiding van croisettes type HIH tussen de 9e en 14e eeuw. Dit type was aanwezig in de Upemba-depressie (Katanga, DRC) tot Groot-Zimbabwe. Door de aanwezigheid van schimmels stelde men vast dat de productie ervan zowel in de Copperbelt in zuidelijk DRC/noordelijk Zambia als in Groot-Zimbabwe plaatsvond. Er zou dus een economisch en cultureel verband bestaan tussen deze twee regio’s aangezien ze dezelfde vorm in gebruik hadden. Maar omdat de productie echter in verschillende gebieden plaatsvond, was er niet noodzakelijkerwijs een regelmatig en direct contact tussen de volkeren van deze regio’s.
De tweede kaart toont soorten croisettes die tussen de 13e en 17e eeuw bestonden. De situatie is anders in vergelijking met voorgaande eeuwen, aangezien dit gebied zich nu in twee groepen heeft verdeeld: in het zuiden croisettes van het type HXR en in het noorden croisettes van het type HX die evolueren naar het type HH. Ook de productiecentra lijken zeer verschillend, waarbij het HXR-type wordt geproduceerd in het oosten van de Copperbelt, in de regio van het huidige Lubumbashi en in de koperdragende gebieden rond Groot-Zimbabwe. Het HH-type werd eerder in het centrum geproduceerd van de Copperbelt. Gedurende deze periode zien we dus een duidelijke afbakening die waarschijnlijk het bestaan onthult van twee verschillende zones van economische, culturele en politieke invloed, maar ook van de regio’s waarop de productiecentra hun handel richtten.

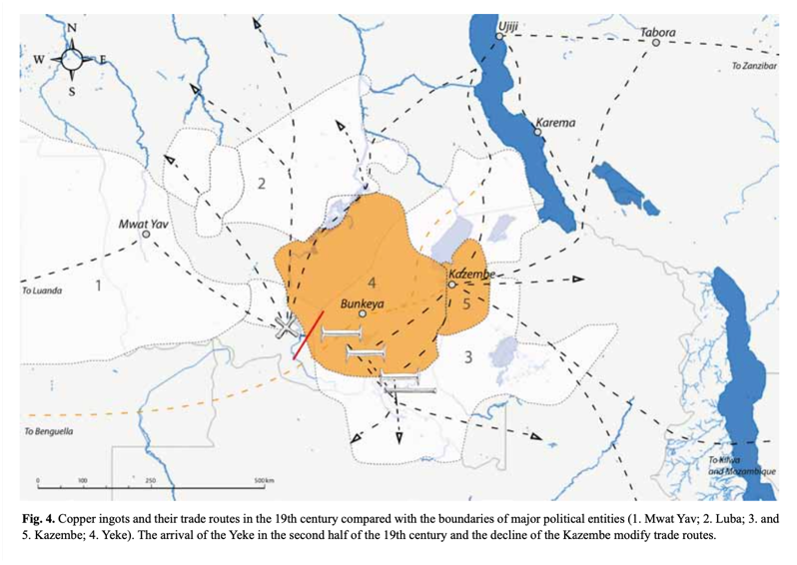
Croisettes en hun handelsroutes tijdens de 19de eeuw

Door de gemakkelijke toegang tot het GIS (Geografisch informatiesystemen), zoals Quantum GIS, wordt het nu mogelijk om andere informatie in kaart te brengen en verschillende gegevensniveaus over elkaar heen te leggen. Voor deze croisettes kunnen we ruimtelijk-temporele gegevens vergelijken met historische, politieke, taalkundige, enz. gegevens en zelfs met andere aspecten van materiële cultuur zoals keramiek. Op deze manier komen er mogelijks nieuwe fenomenen, die anders moeilijk te detecteren zijn, naar boven. Deze nieuwe data geven de circulatieroutes weer van de staven geproduceerd in de Copperbelt in de 19e eeuw. Weer komt de grens tussen de X-type-croisettes en staven Ib en Ic naar boven. Deze grens komt overeen met twee invloedzones, enerzijds die van de Mwat Yav en Luba voor de X-type-croisette en anderzijds die van de Kazembe voor de Ib en Ic-bars. Bovendien bevinden verschillende types zich buiten deze invloed-zones, wat erop wijst dat deze aansluiten op de Arabisch-Swahili handelsroutes.
De aanwezigheid van hetzelfde type staaf in verschillende regio’s, soms over grote afstanden verspreid, betekent niet altijd dat de populaties direct contact hadden of migreerden. Dit object met een commerciële waarde kan via stapsgewijze uitwisselingen over een lange afstand reizen zonder dat de maker van het object zijn uiteindelijke houder ontmoet. Bovendien werden sommige vormen gereproduceerd in regio’s ver van de winnings-centra door oude koperen voorwerpen te recycleren, zoals ook werd waargenomen voor croisettes van het type X. Sommige koperen voorwerpen werden omgesmolten om nieuwe blokken te gieten in gebieden ver weg van de oorspronkelijke afzettingen (de Maret 1995).